# Carnival Row
Carnival Row es una serie de televisión estadounidense de drama y fantasía creada por René Echevarria y Travis Beacham que se estrenó el 30 de agosto de 2019 en Amazon Prime Video. El 27 de julio de 2019, se anunció que fue renovada para una segunda temporada, cuya emisión comenzó el 17 de febrero de 2023, y que sería la temporada final de la serie.

## Sinopsis
Carnival Row sigue a unas «criaturas míticas que han huido de su patria devastada por la guerra y se han reunido en una ciudad mientras las tensiones se incrementan entre los ciudadanos y la creciente población de inmigrantes. En el centro del drama está la investigación de una cadena de asesinatos no resueltos, que están agotando la paz incómoda que aún existe».

## Elenco y personajes

### Principales
- Orlando Bloom como Rycroft Philostrate
- Cara Delevingne como Vignette Stonemoss
- David Gyasi como Agreus
- Karla Crome como Tourmaline
- Indira Varma como Piety Breakspear
- Tamzin Merchant como Imogen Spurnrose
- Scott Reid como Quill

### Recurrentes
- Simon McBurney como Runyan Millworthy
- Alice Krige como Haruspex
- Jared Harris como Absalom Breakspear
- Ariyon Bakare como Darius
- Andrew Gower como Ezra Spurnrose
- Jamie Harris como Dombey

## Producción

### Desarrollo
El 9 de enero de 2015, Amazon firmó un acuerdo de desarrollo para la serie que, en ese momento, tenía a Guillermo del Toro a bordo como coguionista, productor ejecutivo y director. La serie iba a ser coescrita por Del Toro, Travis Beacham y René Echeverría. La serie se basa en el guion de una película de Beachem titulado A Killing on Carnival Row. La compañía ordenó tres guiones con la expectativa de que si la serie entraba en producción, Del Toro dirigiría el primer episodio. En junio de 2016, Amazon ordenó oficialmente un piloto para la serie.
El 10 de mayo de 2017, Amazon ordenó que se produjese la serie con Beacham y Echeverría como productores ejecutivo y con Echeverría como showrunner. También se anunció que el cineasta Paul McGuigan dirigiría la serie. En este punto, Del Toro se alejó del proyecto como productor ejecutivo debido a problemas de programación a medida que el proyecto avanzaba. El 10 de noviembre de 2017, se anunció que Jon Amiel había reemplazado a McGuigan como director. El 3 de junio de 2019, se anunció que la serie estaba programada para estrenarse el 30 de agosto de 2019. El 27 de julio de 2019, se anunció que había sido renovada para una segunda temporada. En noviembre de 2022, Amazon anunció que la segunda temporada sería la última de la serie.

### Casting
En agosto de 2017, se anunció que Orlando Bloom y Cara Delevingne fueron elegidos en roles principales. En septiembre, se anunció que David Gyasi, Karla Crome, Indira Varma y Tamzin Merchant fueron elegidos en roles principales. En octubre, se anunció que Simon McBurney, Alice Krige y Jared Harris también fueron elegidos en roles recurrentes. El 3 de noviembre, se anunció que Ariyon Bakare fue elegido en un rol recurrente. El 15 de diciembre, se anunció que Andrew Gower y Jamie Harris habían sido elegidos en roles recurrentes. El 30 de enero de 2018, se anunció que Scott Reid había sido elegido en un rol principal.

### Rodaje
La serie pasó casi cinco meses en preproducción antes de que comenzara la filmación. La serie fue rodada completamente en la República Checa durante 108 días de filmación. El rodaje comenzó en octubre de 2017. El 10 de noviembre de 2017, se anunció que el cineasta Jon Amiel había reemplazado a McGuigan como director. En febrero de 2018, se informó de que la serie se estaba filmando en Praga. La filmación concluyó el 14 de marzo de 2018.
La producción de la segunda temporada comenzó en noviembre de 2019, pero se detuvo en marzo de 2020 debido a la pandemia de coronavirus. A partir de la primera semana de mayo, estaban en marcha los preparativos para la reanudación de la producción. Sin embargo, para junio de 2020, Amazon aún no había reanudado la producción de la serie. Tras la interrupción de la producción debido a la pandemia, según los informes, el equipo de producción estaba a tres semanas de concluir la filmación de la temporada. El rodaje de la segunda temporada continuó en agosto de 2020 en la República Checa. El rodaje de la segunda temporada concluyó oficialmente en septiembre de 2021.